# Maple Creek, Wisconsin
Maple Creek là một thị trấn thuộc quận Outagamie, tiểu bang Wisconsin, Hoa Kỳ. Năm 2010, dân số của thị trấn này là 614 người.